# Saint-Quentin-en-Tourmont

Saint-Quentin-en-Tourmont este o comună în departamentul Somme, Franța. În 1 ianuarie 2022 avea o populație de 295 de locuitori.